# Mads Rydicher
Mads-Strange Rydicher (* 30. Mai 1987) ist ein dänischer Radrennfahrer.
Mads Rydicher wurde 2004 auf der Bahn Dritter der dänischen Meisterschaft in der Mannschaftsverfolgung und Zweiter im Punktefahren. Im nächsten Jahr wurde er Dritter im Scratch und Zweiter in der Mannschaftsverfolgung in der Elite-Klasse. 2006 wurde er Dritter im Madison und beim UIV Cup in Kopenhagen belegte er ebenfalls den dritten Platz.
Auf der Straße wurde Rydicher 2008 dänischer Meister im Straßenrennen der U23-Klasse. Im selben Jahr wurde er Dritter der dänischen Meisterschaft im Madison und im UIV-Cup in Zürich. Ebenfalls Dritter wurde er 2009 beim UIV-Cup in Kobenhagen.

## Erfolge
2008
- Dänischer Meister – Straßenrennen (U23)

## Teams
- 2008 Differdange-Apiflo Vacances (ab 15.09.)
- 2009 Blue Water-Cycling for Health